# 郴州南站
郴州南站（原称槐树下站）是一个京广线上的铁路车站，位于湖南省郴州市郊，目前为四等站，邮政编码为423000。目前客运：办理旅客乘降；行李、包裹托运；货运：办理整车货物发到；不办理整车爆炸品及一级氧化剂发到。
车站建于1940年，当时有3股道。1988年8月车站在京广铁路复线化时期新建站房501平方米，站场股道增加至9条，另设有5条专用线，1988年11月24日开通:395。